# Мегалінський Дмитро Олександрович
Дмитро Олександрович Мегалінський (рос. Дмитрий Александрович Мегалинский; 15 квітня 1985, м. Перм, СРСР) — російський хокеїст, захисник. Виступає за «Сєвєрсталь» (Череповець) у Континентальній хокейній лізі.
Вихованець хокейної школи «Молот-Прикам'є» (Перм). Виступав за «Локомотив-2» (Ярославль), «Локомотив» (Ярославль), «Хімік» (Воскресенськ), «Витязь» (Чехов), «Металург» (Новокузнецьк), «Спартак» (Москва), «Автомобіліст» (Єкатеринбург).
У складі молодіжної збірної Росії учасник чемпіонату світу 2005.
Досягнення
- Срібний призер молодіжного чемпіонату світу (2005).